# Pakość
Pakość es un pueblo perteneciente a la gmina Choszczno, powiat de Choszczno, voivodato de Pomerania Occidental, Polonia.

## Superficie
Cuenta con una superficie de 8,120 kilómetros cuadrados.

## Demografía
Hasta 2021 la población era de 95 habitantes, con una densidad de población de 11,70 habitantes por kilómetro cuadrado. El 48,4% conformada por hombres y el 51,6% por mujeres. De estos, el 26,3% corresponden a menores de edad de 0-17 años, 62,1% a personas entre 18-64 años y el 11,6% a personas de 65 o más años.
| Gráfica de evolución demográfica de Pakość entre 2011 y 2021 |
|                                                              |
| Datos según City Population.                                 |